# همزن دستی

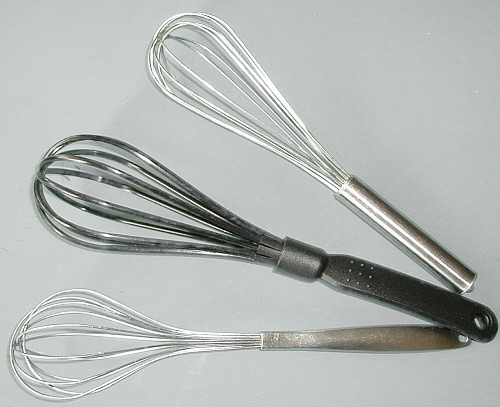

همزن دستی (انگلیسی: Whisk) یک نوع اسباب آشپزی است که برای بهم زدن مواد تشکیل‌دهنده، نرم کردن، یا وارد کردن هوا در یک مخلوط بکار می‌رود.